# Santoréns
Santoréns es una localidad perteneciente al municipio de Sopeira, en la provincia de Huesca, comunidad autónoma de Aragón, España. En 2018 contaba con 29 habitantes.

## Demografía
| Gráfica de evolución demográfica de Santoréns entre 1842 y 1960 |
| |
| Población de derecho según los censos de población del INE Población de hecho según los censos de población del INEEntre el censo de 1857 y el anterior, crece el término del municipio porque incorpora a Aulet y Pallerol Entre el censo de 1970 y el anterior, este municipio desaparece porque se integra en el municipio Sopeira |